# NGC 4631
NGC 4631 (również PGC 42637, UGC 7865, czasem nazywana „galaktyką Wieloryb”) – duża galaktyka spiralna z poprzeczką (SBcd), znajdująca się w gwiazdozbiorze Psów Gończych. Została odkryta 20 marca 1787 roku przez Williama Herschela.
NGC 4631 znajduje się w odległości około 25 milionów lat świetlnych od Ziemi i rozciąga na 140 tys. lat świetlnych. Ma wydłużony, klinowy kształt, wyraźnie zniekształcony. Satelitą tej galaktyki jest mała galaktyka eliptyczna NGC 4627. Obie razem zostały skatalogowane jako obiekt Arp 281 w Atlasie Osobliwych Galaktyk Haltona Arpa. W pobliżu znajduje się inna zniekształcona galaktyka NGC 4656. Zakłócenia tych trzech galaktyk oraz widoczne na innych długościach fal strugi gazu sugerują, że wszystkie trzy galaktyki w przeszłości znacznie zbliżyły się do siebie.
NGC 4631 wytworzyła wokół siebie halo gorącego gazu świecącego w paśmie rentgenowskim. Do tej pory w NGC 4631 nie zaobserwowano żadnej supernowej.

Centralna część NGC 4631, mozaika zdjęć z teleskopu Hubble’a